# Деррік Роуз
Деррік Мартелл Роуз (англ. Derrick Martell Rose; 4 жовтня 1988) — американський професійний баскетболіст, розігруючий захисник команди НБА Мемфіс Ґріззліс.

## Кар'єра в НБА
Вибраний «Буллз» на драфті 2008 під 1 номером. Роуз розпочав свою кар'єру в НБА дуже впевнено, він став першим гравцем клубу після Майкла Джордана, котрий набирав 10 чи більше очок в дебютних 10 іграх. В листопаді і грудні Роуз одержував звання новачка місяця. Взяв участь у грі новачків НБА. Втретє Роуз одержав звання новачка місяця вже у другій половині сезону — у березні 2009. «Буллз» завершили сезон серією з 12 перемог при 4 поразках, що дозволило їм зайняти сьоме місце в конференції і потрапити в плей-оф. Роуза було визнано новачком року. Роуз дебютував у плей-оф у грі проти «Бостон Селтікс», і зробив це дуже вдало: він записав на свій рахунок дабл-дабл, набравши 36 очок, 11 результативних передач та 4 підбирання. Роуз повторив рекорд результативності гравця в дебютній грі у плейоф та став другим після Кріса Пола, хто дебютував, набравши не менше 35 очок і 10 результативних передач.
У сезоні 2009-10 вперше в кар'єрі був обраний учасником матчу всіх зірок НБА. Також його вперше в кар'єрі було названо гравцем тижня. 13 квітня 2010 встановив особистий рекорд результативності (39 очок).
30 жовтня 2010 повторив особистий рекорд результативності, набравши 39 із 101 очок команди у грі проти «Детройт Пістонс».
3 травня 2011 Роуза було визнано найціннішим гравцем року. Він став наймолодшим гравцем в історії НБА, котрий одержав це звання. Також Роуз став лише другим (після Майкла Джордана) у історії «Буллз», хто одержав цю нагороду.
Виступав також за команди «Нью-Йорк Нікс», «Клівленд Кавальєрс», «Міннесота Тімбервулвз» та «Мемфіс Ґріззліс».
26 вересня 2024 року Деррік Роуз офіційно завершив свою кар'єру в НБА.

## Статистика кар'єри в НБА

### Регулярний сезон
| Сезон           | Команда      | GP  | GS  | MPG  | FG%  | 3P%  | FT%  | RPG | APG | SPG | BPG | PPG  |
| --------------- | ------------ | --- | --- | ---- | ---- | ---- | ---- | --- | --- | --- | --- | ---- |
| 2008-09         | Чикаго Буллз | 81  | 80  | 37.0 | .475 | .222 | .788 | 3.9 | 6.3 | .8  | .2  | 16.8 |
| 2009-10         | Чикаго Буллз | 78  | 78  | 36.8 | .489 | .267 | .766 | 3.8 | 6.0 | .7  | .4  | 20.8 |
| Кар'єра         |              | 159 | 158 | 36.9 | .483 | .242 | .776 | 3.8 | 6.2 | .8  | .3  | 18.7 |
| Матч всіх зірок |              | 1   | 0   | 15   | .500 | .000 | .000 | .0  | 4.0 | 3.0 | .0  | 8.0  |

### Плей-оф
| Сезон   | Команда      | GP | GS | MPG  | FG%  | 3P%  | FT%  | RPG | APG | SPG | BPG | PPG  |
| ------- | ------------ | -- | -- | ---- | ---- | ---- | ---- | --- | --- | --- | --- | ---- |
| 2009    | Чикаго Буллз | 7  | 7  | 44.7 | .492 | .000 | .800 | 6.3 | 6.4 | .6  | .7  | 19.7 |
| 2010    | Чикаго Буллз | 5  | 5  | 42.4 | .456 | .333 | .818 | 3.4 | 7.2 | .8  | .0  | 26.8 |
| Кар'єра |              | 12 | 12 | 43.8 | .473 | .200 | .809 | 5.1 | 6.8 | .7  | .4  | 22.7 |

## Національна збірна
У складі збірної США з баскетболу Роуз став переможцем чемпіонатів світу 2010 та 2014.